# Iglesia de San Andrés de Evol
La iglesia de San Andrés, en francés église Saint-André d'Èvol, es una iglesia románica del siglo XI, situada en el pueblo de Evol, en la comuna francesa de Olette, en el departamento francés de los Pirineos Orientales y la región de Occitania, en el Conflent.
El edificio fue clasificado como monumento histórico de Francia, por decreto, el 25 de marzo de 1943.

## Arquitectura
Presenta una arquitectura sobria, típica del románico de la región, con una sola nave flanqueada por un campanario cuadrado de dos plantas y un ábside semicircular decorados todos ellos con arcacuaciones lombardas y arcos ciegos originales, el edificio fue modificado y ampliado el siglo XVIII (en 1723) con la construcción de la Capilla del Rosario.

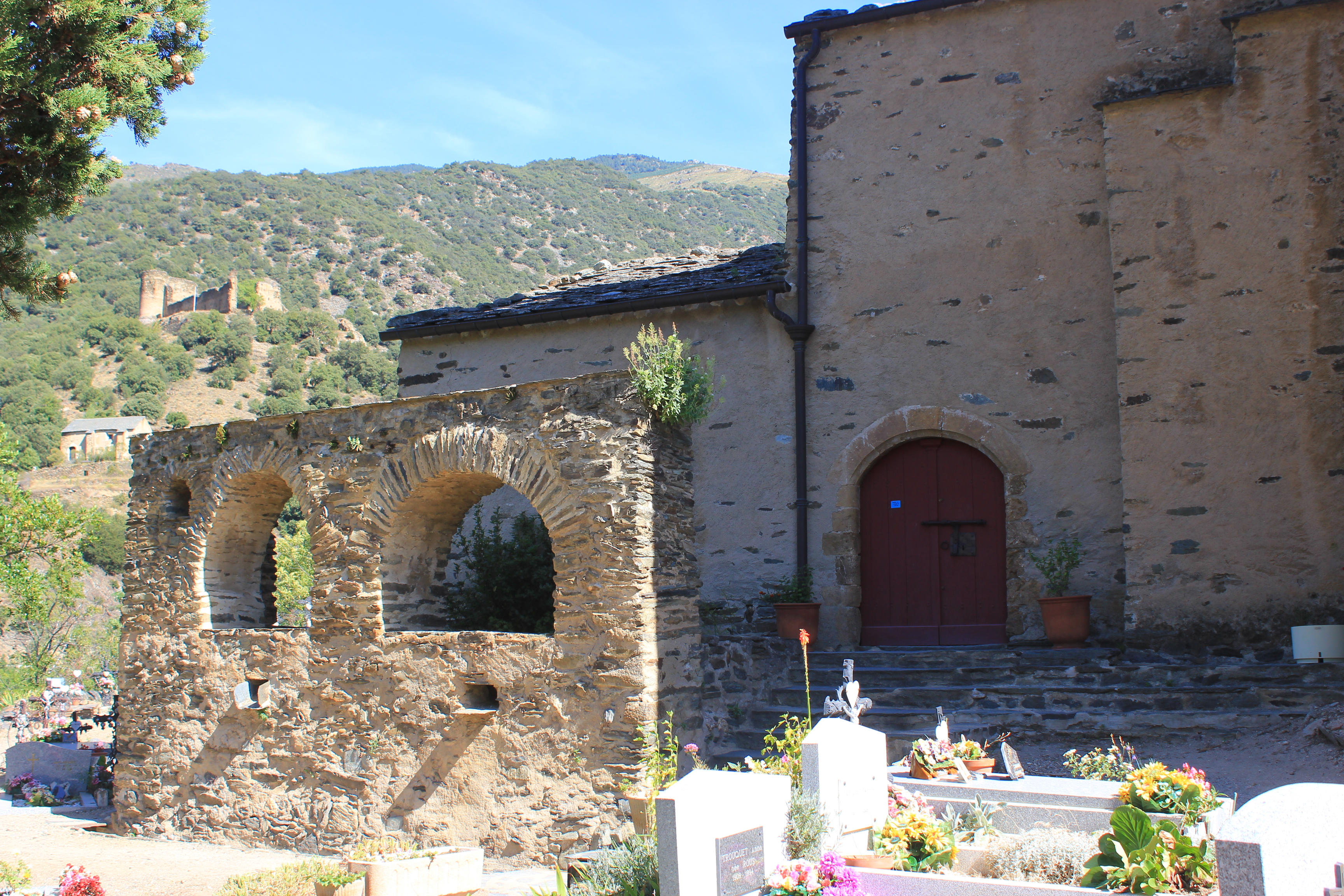
Vista del esconjuradero con los dos arcos que permanecen en primer plano

En el exterior del edificio, en el porche, se encuentra el llamado esconjuradero, edificado por la Cofradía del Rosario establecida en la iglesia el año 1577. Originalmente formando por un tipo de patio cubierto, únicamente quedan dos arcos de las arcadas, restaurados en 1950.

## Retablo de San Juan Baptista
El interior contiene el retablo más antiguo del Rosellón, datado entre 1578 y 1580 y dedicado a Juan el Bautista, también monumento histórico y considerado una obra fundamental para la historia del arte en la región. Fue construido por el llamado Maestro del Rosellón, sobre madera pintada, a manera de tríptico simétrico a lo largo de un eje vertical, y está formado por una parte central donde se representa al santo sosteniendo una linterna y con un hombre arrodillado a sus pies. Las dos solapas laterales están divididas verticalmente en tres paneles cada una. A la izquierda se representan escenas de la vida del santo como su decapitación y, a la derecha, escenas de la pasión de Cristo.